# Saison 1982-1983 du Football Club de Mulhouse
La saison 1982-1983 du Football Club de Mulhouse, ou FC Mulhouse, voit le club participer à la Division 1. C'est la première fois depuis 1937 que le club participe à ce championnat. Malgré ses ambitions, le club termine dernier, et est relégué en Division 2.

## Avant-saison
Pour aborder cette saison en Division 1, le club renouvelle fortement son effectif, et voit l'arrivée de Rey, Biau, Jouanne, Ehrlacher en défense, Andrey en milieu, et Wagner, Sanchez et Assad en attaque.

## Championnat de France de football de Division 1

### Résumé du parcours
Durant cette saison, le FCM perd ses treize premiers déplacements, ce qui constitue encore aujourd'hui un record à ce niveau.

#### Un début décevant - Journées 1 à 5
Lors du premier match, le FC Mulhouse affronte le FC Nantes, sixième de la saison précédente. C'est Patrice Rio qui ouvre la marque pour le FCNA à la 23e minute, mais Jean-Paul Pfertzel égalise deux minutes plus tard pour Mulhouse. Ainsi, le FC Mulhouse commence sa saison avec une neuvième place ex-aequo avec l'AJ Auxerre, le FC Nantes, et l'Olympique lyonnais.
Après ce match relativement satisfaisant face à l'un des favoris, le FCM affronte l'AS Nancy-Lorraine, qui venait de perdre 2-1 contre le RC Lens. Toutefois, le club lorrain s'impose sur le score de 6-0. Le premier but est marqué par Didier Philippe à la 17e minute. À la 40e et 41e minute, Thierry Meyer marque un doublé, et juste avant la pause, Philippe marque un second but. En deuxième période, Philippe Jeannol marque encore pour Nancy à la 63e minute, tandis que le dernier but est marqué à la 80e par Robert Jacques.

#### La dernière place - Journées 37 et 38
La 38e journée est jouée face au leader du championnat, le FC Nantes. Il ne faut pas attendre longtemps pour que les Canaris, à domicile, se montrent dominateurs. C'est lors d'un coup franc tiré par le Nantais Vahid Halilhodžić que le club prend l'avantage sur les Fécémistes, Halilhodžić marquant son 27e but de la saison. La mi-temps voit les joueurs sortir sur le score de 1-0 en faveur des Nantais. Après la mi-temps, deux buts sont encore marqués, mais non-comptabilisés d'une part pour hors-jeu, et d'autre part pour aide de la main. Néanmoins, le troisième est accordé: Nantes mène 2-0. Mulhouse se reprend un peu: après une action ratée de Sanchez, Jouanne parvient à tromper le gardien et à réduire l'écart. Le score final de ce match est donc 2-1, le FCM perd, et termine ce championnat à la 20e place, synonyme de relégation directe en D2.

### Calendrier en Division 1
| J   | date              | Rencontre                    | Score | Points | Classement |
| --- | ----------------- | ---------------------------- | ----- | ------ | ---------- |
| J1  | 10 août 1982      | FCM - FC Nantes              | 1-1   | 1      | 12e        |
| J2  | 17 août 1982      | AS Nancy-Lorraine - FCM      | 6-0   | 1      | 18e        |
| J3  | 24 août 1982      | FCM - RC Lens                | 3-1   | 1      | 19e        |
| J4  | 28 août 1982      | FCM - Olympique lyonnais     | 1-1   | 2      | 19e        |
| J5  | 3 septembre 1982  | Girondins de Bordeaux - FCM  | 2-0   | 2      | 20e        |
| J6  | 10 septembre 1982 | FCM - SEC Bastia             | 4-1   | 4      | 18e        |
| J7  | 21 septembre 1982 | Paris SG - FCM               | 5-1   | 4      | 20e        |
| J8  | 24 septembre 1982 | FCM - Stade brestois 29      | 1-1   | 5      | 20e        |
| J9  | 2 octobre 1982    | RC Strasbourg - FCM          | 2-1   | 5      | 20e        |
| J10 | 12 octobre 1982   | FCM - Stade lavallois        | 2-1   | 7      | 20e        |
| J11 | 15 octobre 1982   | AJ Auxerre - FCM             | 2-1   | 7      | 20e        |
| J12 | 26 octobre 1982   | FCM - Lille OSC              | 1-0   | 9      | 18e        |
| J13 | 29 octobre 1982   | Toulouse FC - FCM            | 2-1   | 9      | 20e        |
| J14 | 6 novembre 1982   | FCM - FC Sochaux-Montbéliard | 1-0   | 11     | 19e        |
| J15 | 16 novembre 1982  | FC Metz - FCM                | 3-0   | 11     | 20e        |
| J16 | 20 novembre 1982  | FCM - Tours FC               | 1-0   | 13     | 16e        |
| J17 | 27 novembre 1982  | FC Rouen - FCM               | 4-2   | 13     | 19e        |
| J18 | 4 décembre 1982   | FCM - AS Saint-Étienne       | 1-0   | 15     | 17e        |
| J19 | 11 décembre 1982  | AS Monaco - FCM              | 1-0   | 15     | 19e        |
| J20 | 18 décembre 1982  | FCM - AS Nancy-Lorraine      | 3-1   | 17     | 17e        |
| J21 | 15 janvier 1983   | RC Lens - FCM                | 4-2   | 17     | 17e        |
| J22 | 23 janvier 1983   | Olympique lyonnais - FCM     | 7-3   | 17     | 20e        |
| J23 | 30 janvier 1983   | FCM - Girondins de Bordeaux  | 4-4   | 18     | 20e        |
| J24 | 5 février 1983    | SC Bastia - FCM              | 2-0   | 18     | 20e        |
| J25 | 20 février 1983   | FCM - Paris SG               | 1-1   | 19     | 19e        |
| J26 | 26 février 1983   | Stade brestois 29 - FCM      | 4-0   | 19     | 20e        |
| J27 | 9 mars 1983       | FCM - RC Strasbourg          | 2-0   | 21     | 19e        |
| J28 | 19 mars 1983      | Stade lavallois - FCM        | 2-0   | 22     | 19e        |
| J29 | 29 mars 1983      | FCM - AJ Auxerre             | 3-2   | 24     | 19e        |
| J30 | 1er avril 1983    | Lille OSC - FCM              | 4-0   | 24     | 19e        |
| J31 | 8 avril 1983      | FCM - Toulouse FC            | 1-2   | 24     | 19e        |
| J32 | 19 avril 1983     | FC Sochaux-Montbéliard - FCM | 1-1   | 25     | 19e        |
| J33 | 29 avril 1983     | FCM - FC Metz                | 3-4   | 25     | 19e        |
| J34 | 6 mai 1983        | Tours FC - FCM               | 1-0   | 25     | 19e        |
| J35 | 13 mai 1983       | FCM - FC Rouen               | 1-1   | 26     | 20e        |
| J36 | 20 mai 1983       | AS Saint-Étienne - FCM       | 1-0   | 26     | 20e        |
| J37 | 29 mai 1983       | FCM - AS Monaco              | 2-1   | 28     | 20e        |
| J38 | 3 juin 1983       | FC Nantes - FCM              | 2-1   | 28     | 20e        |

### Classement final
En cas d'égalité entre deux clubs, le premier critère de départage est la différence de buts.
| Rang | Équipe                | Pts | J  | G  | N  | P  | Bp | Bc | Diff |
| ---- | --------------------- | --- | -- | -- | -- | -- | -- | -- | ---- |
| 1    | FC Nantes             | 58  | 38 | 24 | 10 | 4  | 77 | 29 | +48  |
| 2    | Girondins de Bordeaux | 48  | 38 | 20 | 8  | 10 | 67 | 48 | +19  |
| 3    | Paris SG CF           | 47  | 38 | 20 | 7  | 11 | 66 | 49 | +17  |
| 4    | RC Lens               | 44  | 38 | 18 | 8  | 12 | 64 | 55 | +9   |
| 5    | Stade lavallois       | 44  | 38 | 15 | 14 | 9  | 42 | 41 | +1   |
| 6    | AS Monaco T           | 43  | 38 | 14 | 15 | 9  | 55 | 35 | +20  |
| 7    | AS Nancy-Lorraine     | 41  | 38 | 17 | 7  | 14 | 74 | 61 | +13  |
| 8    | AJ Auxerre            | 38  | 38 | 12 | 14 | 12 | 56 | 48 | +8   |
| 9    | FC Metz               | 37  | 38 | 13 | 11 | 14 | 66 | 67 | -1   |
| 10   | Brest Armorique FC    | 37  | 38 | 11 | 15 | 12 | 53 | 63 | -10  |
| 11   | Toulouse FC P         | 36  | 38 | 15 | 6  | 17 | 52 | 66 | -14  |
| 12   | FC Sochaux            | 35  | 38 | 9  | 17 | 12 | 52 | 53 | -1   |
| 13   | Lille OSC             | 34  | 38 | 13 | 8  | 17 | 38 | 45 | -7   |
| 14   | AS Saint-Étienne V    | 34  | 38 | 11 | 12 | 15 | 41 | 52 | -11  |
| 15   | RC Strasbourg         | 33  | 38 | 11 | 11 | 16 | 40 | 51 | -11  |
| 16   | FC Rouen P            | 32  | 38 | 11 | 10 | 17 | 45 | 54 | -9   |
| 17   | SEC Bastia            | 32  | 38 | 9  | 14 | 15 | 41 | 52 | -11  |
| 18   | Tours FC              | 31  | 38 | 12 | 7  | 19 | 58 | 68 | -10  |
| 19   | Olympique lyonnais    | 28  | 38 | 11 | 6  | 21 | 57 | 77 | -20  |
| 20   | FC Mulhouse P         | 28  | 38 | 10 | 8  | 20 | 46 | 76 | -30  |

Victoire à 2 points
Qualifications européennes
Coupe des clubs champions européens
- 1er : 1er tour (1/16 de finale)

Coupe d'Europe des vainqueurs de coupe
- Vainqueur de la Coupe de France : 1er tour (1/16 de finale)

Coupe UEFA
- 2e, 4e et 5e : 1er tour (1/32 de finale)

Relégation
- 18e : barrage de relégation en Division 2
- 19e et 20e : relégation en Division 2

Abréviations
T : Tenant du titre

V : Vice-champion en titre

CF : Vainqueur de la Coupe de France 1982-83

P : Promus de Division 2

## Parcours en Coupe de France
| Tour                      | Date            | Lieu     | Adversaire         | Division   | Score |
| ------------------------- | --------------- | -------- | ------------------ | ---------- | ----- |
| Trente-deuxième de finale | 12 février 1983 | Dôle     | US Tavaux-Damparis | Division 3 | 1-0   |
| Seizième de finale        | 4 mars 1983     | Mulhouse | AS Monaco          | Division 1 | 0-1   |
| Seizième de finale        | 12 mars 1983    | Monaco   | AS Monaco          | Division 1 | 2-0   |

## Équipe réserve
L'équipe réserve du FC Mulhouse évolue cette saison en Division 3, après avoir fini champion de Division d'Honneur Alsace la saison précédente avec 9 points d'avance sur son dauphin de l'AS Mulhouse.